# Сорокопудові
Сорокопудові (Laniidae) — родина птахів ряду горобцеподібних.

## Морфологічні ознаки
Птахи невеликих розмірів. Голова велика. Дзьоб сильний, з гострим перед вершинним зубцем на кінці наддзьобка. Ніздрі прикриті волосоподібними видозміненими перами, добре розвинені навколоротові «вібриси». Ноги помірної довжини, пальці міцні, з сильно зігнутими кігтями. Крила короткі, з заокругленою вершиною, хвіст у більшості довгий, ступінчастий. Першорядних махових пер 10, стернових — 12. Забарвлення різноманітне, у більшості випадків з поєднанням сірого, білого, коричневого і чорного кольорів. У частини видів самці забарвлені яскравіше за самиць. Характерною особливістю забарвлення сорокопудових є чорні смуги по обидві сторони голови, які починаються від кутів дзьоба, проходять через очі і йдуть далі назад, покриваючи вуха.
У більшості видів тільки одне повне осіннє линяння. У деяких є часткове передшлюбне линяння взимку або ранньою весною.

## Поширення
Поширені у Північній Америці, Європі, Азії, Африці, ряді островів Океанії. Населяють ліси, лісостеп, гори. Тримаються у заростях кущів на узліссі або серед розрідженого лісу, в лісосмугах, зелених огорожах, садах.

## Особливості екології
Гніздяться окремими парами. Гніздо — порівняно нещільна будівля з акуратно зробленим лотком. Гніздо розміщують зазвичай серед густих гілок, але поруч має бути «спостережний пункт» - висока відокремлена гілка, або верхівка дерева, з якої зручно вистежувати здобич. У кладці 3—4, рідше 2—7 яєць. Висиджують або обидва члени пари, або тільки самиця. Тривалість насиджування 12—15 днів, приблизно такий же час пташенята знаходяться у гнізді.
Основний корм сорокопудових — комахи, зокрема бджоли, у великих видів також дрібні хребетні тварини (ящірки, гризуни, птахи). Здобич видивляються з будь-якого підвищення — верхівки дерева, стовпа тощо. Схопивши здобич, не поїдають її відразу, а розривають на шматки. Велику здобич спочатку наколюють на гострий сучок або шип, або затискують у розвилці гілок, а потім розривають дзьобом. Характерною рисою поведінки багатьох видів є наколювання спійманих тварин на колючки та шипи кущів, роблячи своєрідні запаси. У зв'язку з особливістю живлення сорокопудових відносять до екологічної групи хижих птахів.

## Систематика
Родина Сорокопудових нараховує 32 види, об'єднані у три роди:
- Жовтодзьобий сорокопуд (Corvinella)
- Сорокопуд-білоголов (Eurocephalus)
- Сорокопуд (Lanius)

## Галерея

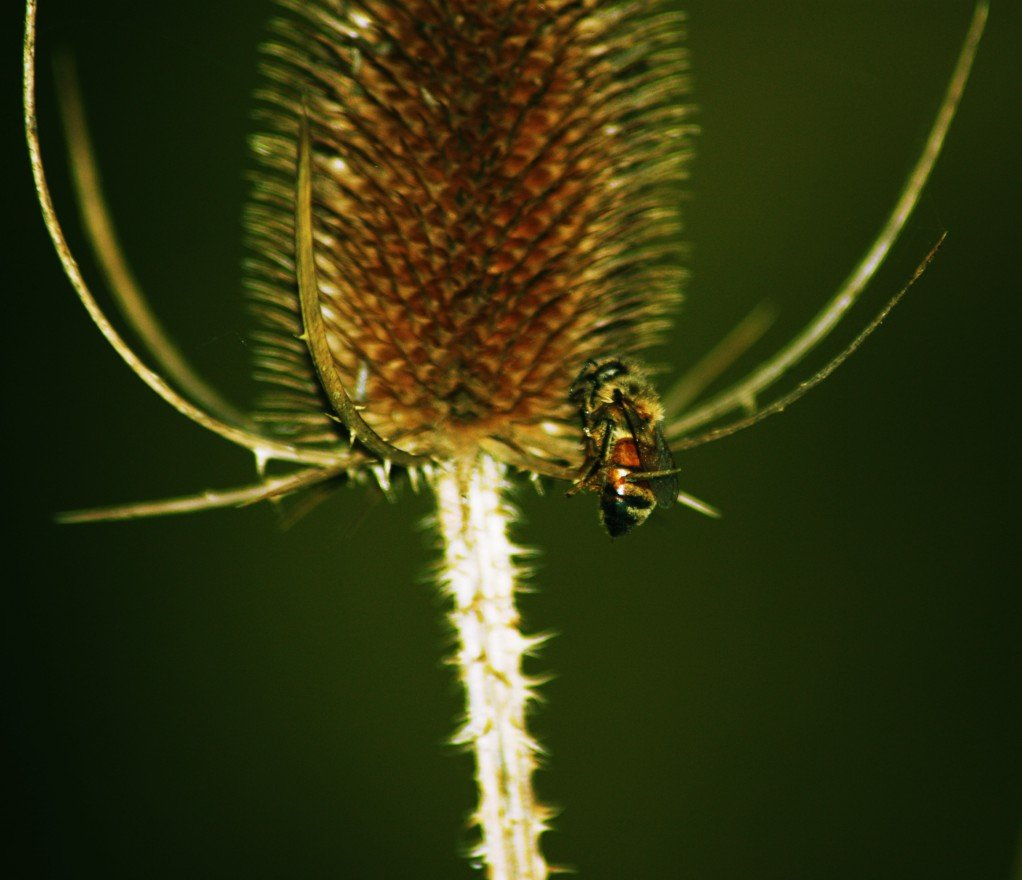
Бджола, ймовірно, спіймана та наколота сорокопудом
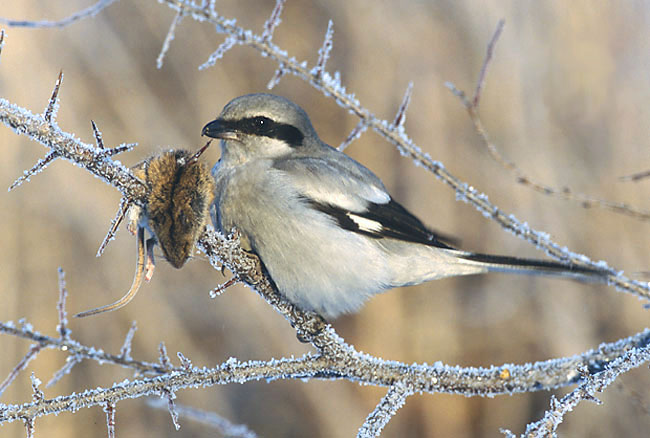
Сорокопуд сірий із здобиччю
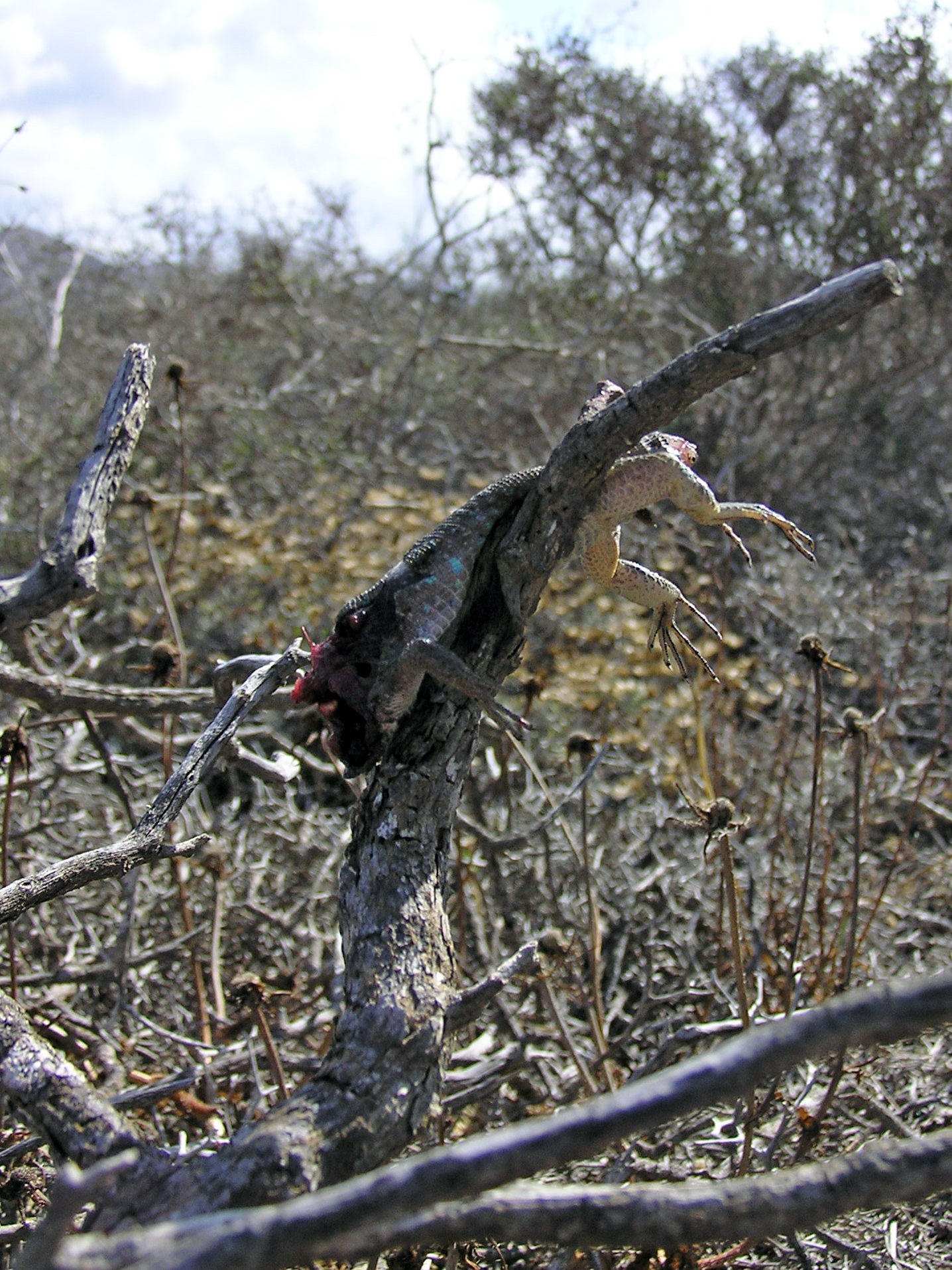
Ящірка, наколота на колючку сорокопудом Lanius meridionalis